# 普雷马克原則
普墨克原則（英語：Premack's principle）或稱老祖母法則，是指可能性越大的行為將增加越不可能發生的行為，源自大卫·普雷马克對捲尾猴亞科的研究，發現可以理解猴子操作的參數。